# 布萊恩·菲茨派翠克
布萊恩·菲茨派翠克（Brian Fitzpatrick，1973年12月17日—）美國律师、政客，賓夕法尼亞州第一选区共和黨众议员。在当选众议员之前，菲茨帕特里克曾是一名联邦调查局特工。他的哥哥麥克·菲茨派翠克是宾州第一選區的上一任議員。由於麥克承諾不會競選第四個任期，布萊恩·菲茨派翠克參加了2016年的眾議員選舉，並當選為賓夕法尼亞州第八國會選區的美國眾議院議員。2018年以来，菲茨帕翠克被重新划入第一选区，该选区由费城北部郊区巴克斯县和蒙哥马利县的一小部分构成。
菲茨派翠克被认为是共和党内立场最温和、最愿意进行跨党派合作的众议员之一。他支持乔·拜登任内通过的基础设施投资和就业法、免去同党极右翼众议员马乔丽·泰勒·格林在委员会的席位以及抵制經參議院修訂的大而美法案，并在环境保护、堕胎、枪支管制、同性婚姻等议题上与其政党的主流立场有所不同。